# センダイヤ
センダイヤ（仙台屋、学名：Cerasus Sato-zakura Group ‘Sendaiya’ Funatsu、シノニム：Cerasus jamasakura ‘Sendaiya’）は、バラ科サクラ属のサクラ。オオシマザクラを基に生まれた栽培品種のサトザクラ群のサクラで、日本の高知県高知市の仙台屋という店の庭にある原木から発祥し、牧野富太郎により命名された日本原産のサクラ。従来はヤマザクラ系であると考えられていたが、森林総合研究所のDNA解析により、現在はオオシマザクラを基にヤマザクラなどと複雑に交配したことが判明しているため、サトザクラに分類されている。
樹形は広卵状で、樹高は高木、花弁は一重咲きで紅色の中輪の花をつける。東京での花期は4月中旬。
- 日本花の会 結城農場にて